# چورلتون کام هاردی
چورلتون کام هاردی (به انگلیسی: Chorlton-cum-Hardy) یک حومه شهر در بریتانیا است که در منچستر واقع شده‌است. چورلتون کام هاردی ۱۴٬۱۳۸ نفر جمعیت دارد.